# Mali Koren
Mali Koren je naselje v Občini Krško.